# 温贝托·德尔加多
温贝托·达·席尔瓦·德尔加多（葡萄牙語：Humberto da Silva Delgado，1906年5月15日—1965年2月13日）是葡萄牙空军将军，外交官和政治家。

## 早年的生活和军事生涯
德尔加多出生在新托里什的布罗盖拉。他是若阿金·达·席尔瓦·德尔加多和玛丽亚·杜·佩雷拉·德尔加多的儿子，有三个妹妹，她们分别是德林达、艾达和丽迪雅。
1916年至1922年，他加入了里斯本的军事学院，开始了他的军事生涯。他参加了1926年5月28日的革命，推翻了第一共和国，建立了全国独裁，为新国家政体铺平了道路。他是该政权的忠实支持者，成为全国民用航空秘书处（国家民用航空秘书处）主任、葡萄牙军团司令、葡萄牙运动副国家政委和社团商会检察官。他将成为葡萄牙历史上最年轻的将军。当时德尔加多的朋友马塞洛·卡埃塔诺后来形容德尔加多是“高尚的人”，是“把自己的感情表露出来的人”。
他在1933年出版了反民主書籍《“智人”的跳蚤》，在他的副标题中抨击了“骗子君主制”和“土匪共和国”。德尔加多在1941年称赞了阿道夫·希特勒，他认为希特勒是天才，是人类在政治、外交、社会组织和军事领域可能性的典范。然而，随着时间的推移，他开始同情同盟国。他是在第二次世界大战期间，在葡萄牙和英国签订协议的时候来到亚述尔群岛的。

### 成立葡萄牙航空运输
1945年3月14日，时任民用航空秘书处主任的德尔加多创建了葡萄牙航空运输公司，并在当年第一次购买了飞机——两架道格拉斯DC-3。在1946年9月19日，第一个商业航线在里斯本和马德里之间开启了。并在在同年12月31日开启了里斯本、罗安达和马普托之间的航线。其中有12个中途停留点，持续15天（往返），是当时世界上最长的双引擎飞机航线。
在他的监督下，里斯本和波尔图之间的第一条国内航线于1947年开通，同年道格拉斯C-54天空大師被购买。1948年，葡萄牙航空运输公司成为国际航空运输协会的正式成员，并开通連結法国巴黎和西班牙塞维利亚的航班，从1949年开始开通飞往英国伦敦的航班。

### 外交官生涯
1952年，他被任命为葡萄牙驻华盛顿大使馆武官，北约军事代表委员会成员。47岁时，他被擢升为将军，1956年，美国政府授予他荣誉军团军官军衔。

## 1958年总统选举
1952年，他曾在葡萄牙驻华盛顿大使馆担任武官和航空武官，这一经历推动了他的意识形态向支持自由民主方向发展，并激励他在1958年作为民主反对派的候选人竞选葡萄牙总统。
根据达科斯塔·戈麦斯元帅的证词，温贝托·德尔加多决定竞选总统，因为他没有被任命为北约防务学院院长。温贝托·德尔加多错过了备受期待的任命，完全是因为他受到了英国海军上将迈克尔·梅纳德·丹尼爵士的厌恶。根据达科斯塔·戈麦斯的证词，亨贝托·德尔加多忍不住要和这位海军上将开玩笑，不停地扯着这位英国海军上将耳朵里浓浓的头发。英国海军上将痛恨德尔加多的这些玩笑，否决了他的任命。达科斯塔·戈麦斯曾数次警告德尔加多，那些低级趣味的玩笑会使他失去他所渴望的任命，但德尔加多回答说，他知道这一点，但他就是忍不住要这么做。达科斯塔·戈麦斯将德尔加多描述为非常聪明的人，但是“有点松懈”。像这样的事件为德尔加多赢得了“愚蠢的将军”（General sem juizo）的称号。
当现任总统克拉维罗·洛佩斯在萨拉查的胁迫下仅连任一届就被迫下台时，德尔加多在1958年的总统选举中面对的是保守派海军部长阿梅里科·托马斯，他是该政权的候选人。
温贝托·德尔加多决定以独立候选人的身份参选，这让传统的反对派措手不及。支持者包括知识分子安东尼奥·塞尔吉奥、君主主义者维埃拉·德·阿尔梅达和阿尔梅达·布拉加以及法西斯主义者弗朗西斯科·罗劳·普雷托。葡萄牙共产党反应激烈，并毫不留情地把德尔加多称为“法西斯”和“可口可乐将军”，暗指他的亲美主义。
德尔加多积极竞选，尽管他似乎面临着不可能的挑战。尽管反对派候选人从20世纪40年代开始就在名义上被允许参选，但为了支持萨拉查的国民联盟，选举系统被严重操纵，因此其候选人不可能被击败。
1958年5月10日，德尔加多在查维多咖啡馆接受了著名的采访，当被问及他对萨拉查的态度时，他说出了葡萄牙政坛最著名的话：“显然，我会解雇他！”（Obviamente, demito-o!）他很清楚总统将总理赶下台的权力本质上是对萨拉查权力的唯一制约。
他直言不讳的态度为他赢得了“无畏将军”（General sem Medo）的称号。他在波尔图举行的集会吸引了大批群众。然而，当他试图返回里斯本时，警察阻止他和他的家人参加计划好的集会，然后将集会驱散。
尽管如此，德尔加多最终得到的选票还不到25%，有76.4%的人支持托马斯。萨拉查拒绝让反对派代表观察选票计数。由于国家安全警备总署大量填塞投票箱，托马斯的优势被夸大了，这导致人们猜测，如果萨拉查允许诚实的选举，德尔加多实际上可能会赢。尽管如此，萨拉查还是非常担心，他把总统的选举转移到了由政权牢牢控制的立法机构。因此，德尔加多成为新国家政体的选举期间唯一一位一直参加竞选直到选举日的反对派总统候选人。

## 流亡和反对派（1958－1965年）
德尔加多被葡萄牙军方驱逐，在巴西大使馆避难后开始流亡，大部分时间在巴西度过，后来作为本·贝拉的客人在阿尔及利亚度过。在他流亡巴西期间，他得到了葡萄牙王位觊觎者玛丽亚·皮娅·德·萨克森-科伯戈·E·布拉加卡的支持，她给了他金钱上的帮助，甚至把他们在罗马的住所之一给了他，好让他能回到欧洲。
1964年，他在罗马成立了葡萄牙民族解放阵线，他公开表示，结束新国家政体的唯一解决办法是发动军事政变，而其他许多人则主张采取全国起义的方式。

## 暗杀
德尔加多和他的巴西秘书坎波斯在1965年2月13日试图秘密进入葡萄牙时被萨拉查的秘密警察（国家防卫国际警察）谋杀。官方说法称，德尔加多是在自卫中被枪杀的，尽管德尔加多手无寸铁，他的秘书被勒死。大约两个月后，他们的尸体在西班牙弗雷斯诺新镇附近被发现。
秘密警察卡西米罗·蒙泰罗枪杀了德尔加多将军，并勒死了德尔加多的秘书（卡西米罗·蒙泰罗也参与了杀害爱德华多·蒙德拉纳，莫桑比克解放阵线的创始人）。批准暗杀行动的萨拉查在得知这一事件后，只简单地说了一句“真麻烦”。萨拉查随后在国家电视台上露面，声称对秘密警察的介入一无所知，并指责争吵不休的反对派力量造成了这次杀戮。
秘密警察随后声称，最初的计划是非同寻常的引渡，将德尔加多绑架并带回葡萄牙接受审判。1981年，葡萄牙一家法庭在蒙泰罗缺席的情况下对他定罪，有效地接受了蒙泰罗违反命令杀害德尔加多的论点。
一些历史学家声称，西班牙当局知道葡萄牙秘密警察的参与，并策划了两个当地男孩发现腐烂的尸体。

## 纪念

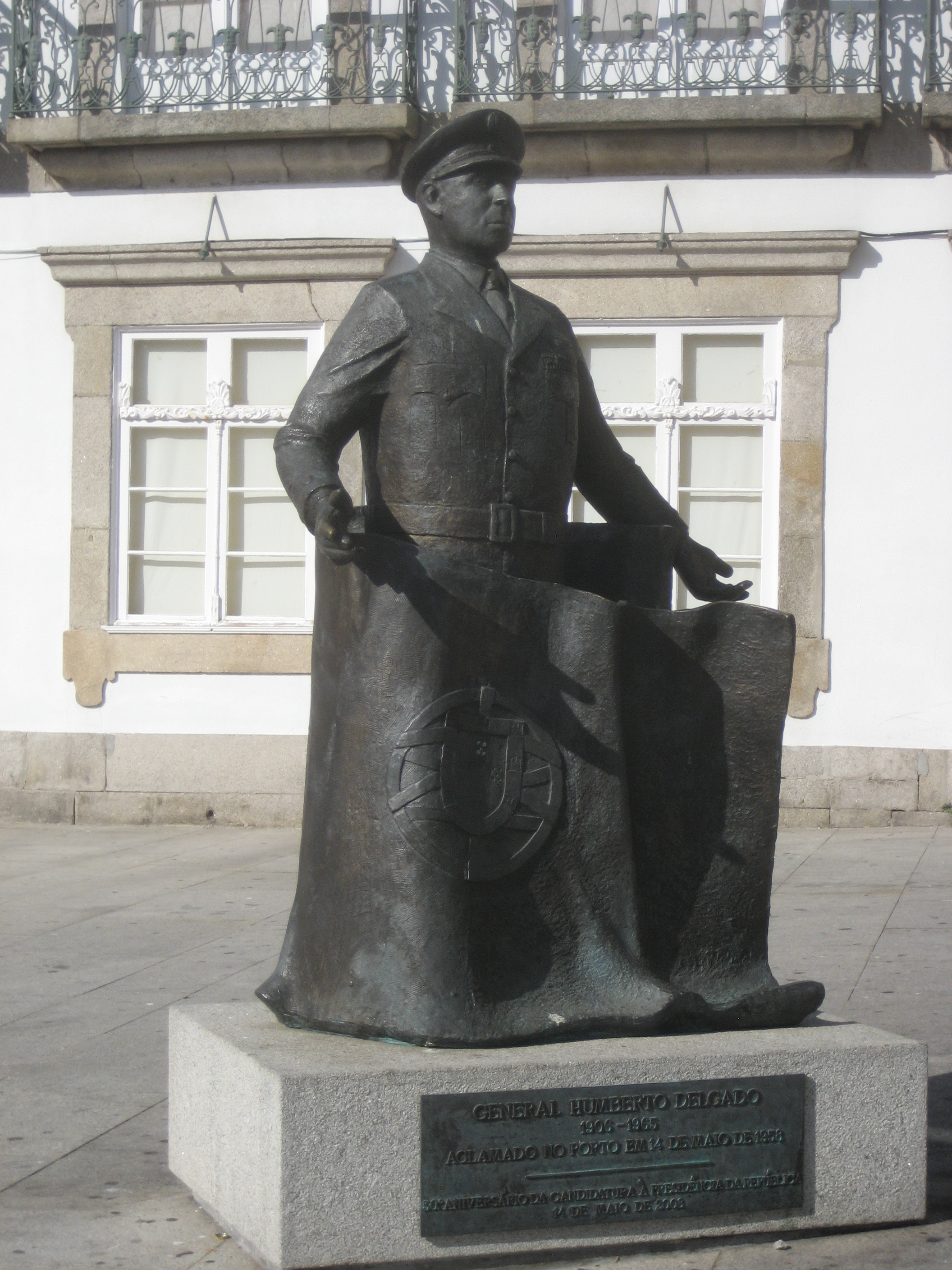
温贝托·德尔加多雕塑（波尔图）

1990年，温贝托·德尔加多死后被提升为葡萄牙空军元帅，是唯一死后获得这一军衔的人。里斯本动物园大门所在的广场就是以他的名字命名的。根据共和国议会的决定，德尔加多的遗体于1990年10月5日被移送到国家先贤祠。
2015年2月，在他遇刺50周年之际，里斯本市政府提议将波特拉里斯本机场重新命名以纪念他。政府接受了该提议，并于2016年5月15日将机场更名为温贝托·德尔加多机场。